# جوفلون إبروخيموف
جوفلون إبروخيموف (10 ديسمبر 1990 بقرشي في أوزبكستان - ) هو لاعب كرة قدم أوزبكستاني في مركز الوسط. شارك مع منتخب أوزبكستان لكرة القدم. أما مع النوادي، فقد لعب مع نادي بونيودكور ونادي لوكوموتيف طشقند ونادي نسف قرشي وتراكتور طشقند ‏.

## وصلات خارجية
- جوفلون إبروخيموف على موقع الاتحاد الدولي (مؤرشف)  (الإنجليزية)
- جوفلون إبروخيموف على موقع دوري كوريا الجنوبية (الإنجليزية)
- جوفلون إبروخيموف على موقع ناشيونال فوتبول تيمز (الإنجليزية)
- جوفلون إبروخيموف على موقع Soccerway.com (الإنجليزية)